# José Lorquet
José Lorquet is een Belgisch dressuurruiter.

## Levensloop
Lorquet heeft meegedaan aan de Paralympische Zomerspelen 2008 in Peking, waar hij achtste werd in de verplichte kür en zesde in de vrije kür.